# Wrzosy (województwo dolnośląskie)
Wrzosy – wieś w Polsce położona w województwie dolnośląskim, w powiecie wołowskim, w gminie Wołów.
| SIMC    | Nazwa     | Rodzaj     |
| ------- | --------- | ---------- |
| 0883614 | Kretowice | przysiółek |

W latach 1945–1998 miejscowość należała administracyjnie do województwa wrocławskiego.